# ایشیکاوا آکیمیتسو
ایشیکاوا آکیمیتسو (به ژاپنی: 石川 昭光Ishikawa Akimitsu)؛(۱ ژانویهٔ ۱۵۵۰ – ۱۶ اوت ۱۶۲۲) یک سامورایی در دوره سنگوکو و اوایل دوره ادو بود. وی یکی از ملازمان خاندان داته در قلمروی سندای در طول حکمرانی داته ماسامونه بود.